# Ho Bugt
Ho Bugt er et dansk farvand der med ca. 50 km² udgør den nordlige ende af vadehavet, og ligger mellem Skallingen i sydvest, Ho i vest, Oksbøl mod nord og Hjerting mod øst. I den nordøstlige ende har Varde Å sit udløb gennem Tarp- og Billum Enge, nord for Marbæk Plantage.
I bugtens sydlige ende ligger øen Langli omgivet af store sandflader, men med en ebbevej mod nord til halvøen Nyeng, syd for Ho.
Ho bugt er som en del af vadehavet et Internationalt naturbeskyttelsesområde under Natura 2000-netværket, og både Ramsarområde, EU-habitatområde og Fuglebeskyttelsesområde.
Navnet går tilbage til ca. 1325 hvor det var Hoo, der kommer af det gamle danske ord trug. Egnen var tidligt blandt de tættest beboede områder i Vestjylland, da bugten gav læ for både fragt- og fiskebåde.
Der var i 1941 store planer om landvinding i Ho Bugt, hvor man i et samarbejde mellem Hedeselskabet og Statens Landvindingsudvalg ville regulere Varde Å, gøre Langli landfast, og indvinde et areal på 1550 hektar. Projektet blev dog skrinlagt, da man frygtede en tilsanding af sejlrenden ind til Esbjerg.